# Обыкновенный фундулюс
Обыкновенный фундулюс (лат. Fundulus heteroclitus) — вид лучепёрых рыб семейства фундуловых (Fundulidae). Распространены в западной части Атлантического океана. Максимальная длина тела 15 см. Обитают в прибрежных водах, солоноватоводных лагунах и эстуариях, солёных маршах. Толерантны к высокой солёности воды, значительным флуктуациям температуры и низкому содержанию кислорода. Устойчивы к токсикантам. Являются одним из видов, широко используемым в научных исследованиях (эмбриологические, физиологические, токсикологические, поведенческие). Первая рыба, отправленная в космос в 1973 году на Скайлэб-3. 
Международный союз охраны природы присвоил этому виду охранный статус «Вызывающий наименьшие опасения».

## Описание
Тело удлинённое, широкое в передней части, в задней части несколько сжато с боков. Высота тела укладывается примерно четыре раза в длину тела. Хвостовой стебель мощный и высокий. Тело и голова покрыты циклоидной чешуёй. В латеральных рядах 35—38 чешуй. Голова широкая, сверху уплощена. Рыло короткое, тупое. Рот конечный, косой; нижняя челюсть немного выдаётся вперёд. На каждой челюсти полоска острых зубов.  Глаза умеренно большие, их диаметр равен длине рыла. Спинной плавник с 10—13 мягкими лучами, расположен в средней части тела. В анальном плавнике 9—12 мягких лучей. У самцов спинной и анальный плавники длиннее, чем у самок. В закруглённых грудных плавниках 16—20 мягких лучей. Брюшные плавники расположены на брюхе. Хвостовой плавник закруглённый. Боковой линии нет; только на голове есть несколько пор.
Максимальная длина тела 15 см, обычно до 9 см.